# Макиннес, Уильям Уоллес Бёрнс
Уи́льям Уо́ллес Бёрнс Маки́ннес (англ. William Wallace Burns McInnes, 8 апреля 1871 года, Дрезден, Онтарио — 4 августа 1954 года, Ванкувер, Британская Колумбия) — юрист, судья, политик, шестой комиссар Юкона.
Макиннес — сын лейтенант-губернатора Британской Колумбии, сенатора, достопочтенного Томаса Роберта Макиннеса. Макиннес поступил в Торонтский университет в возрасте 14 лет и получил диплом в 18 лет в 1889 году. Он выиграл в 1896 году федеральные выборы в Британской Колумбии представляя либеральную партию Канады. В течение пяти лет с 1900 года он заседал в законодательном собрании Британской Колумбии, кратковременно занимал пост министра образования. В 1905 году стал комиссаром Юкона. Времена его руководства характеризуются реформами и политической гармонией. Проиграл выборы в 1907, 1908 и 1917 годах. Был судьей графства Ванкувер, служил в полицейском магистрате Ванкувера.